# Ponta dos Morcegos
A Ponta dos Morcegos é uma formação geológica costeira de São Tomé e Príncipe, localizada na ilha de São Tomé, a Este da província Caué. Este acidente geológico localiza-se entre a Praia Angobó e Praia de Angra Toldo.